# Heinrich Simon (Judaist)
Heinrich Simon (geboren am 26. Mai 1921 in Berlin; gestorben am 6. Februar 2010 ebenda) war ein deutscher Semitist und Judaist.
Simon musste 1939 nach dem Abitur an der Jüdischen Oberschule Berlin als Jude aus Deutschland emigrieren und ging nach Palästina. Er trat in die britische Armee ein, kehrte jedoch 1947 nach Berlin zurück, wo er 1948 Marie Jalowicz heiratete. Mit ihr bekam er 1949 einen Sohn namens Hermann. Er studierte an der Humboldt-Universität zu Berlin, wo er 1951 bei Liselotte Richter mit einer Arbeit Die Ideologiefunktion der alten Stoa. Der Begriff der Natur in der stoischen Ethik promoviert wurde, 1956 habilitierte er sich dort für arabische Philosophie. Er lehrte zunächst als Dozent für antike und mittelalterliche Philosophie sowie Philosophie und Kultur des Vorderen Orients, seit 1960 war er dort Professor für Hebraistik und Arabistik am Vorderasiatischen Institut. 1970 erschien sein Lehrbuch der modernen hebräischen Sprache, das erste deutschsprachige Hochschullehrbuch für modernes Hebräisch. 1986 wurde er emeritiert, setzte seine Lehrtätigkeit jedoch noch bis 1998 fort.

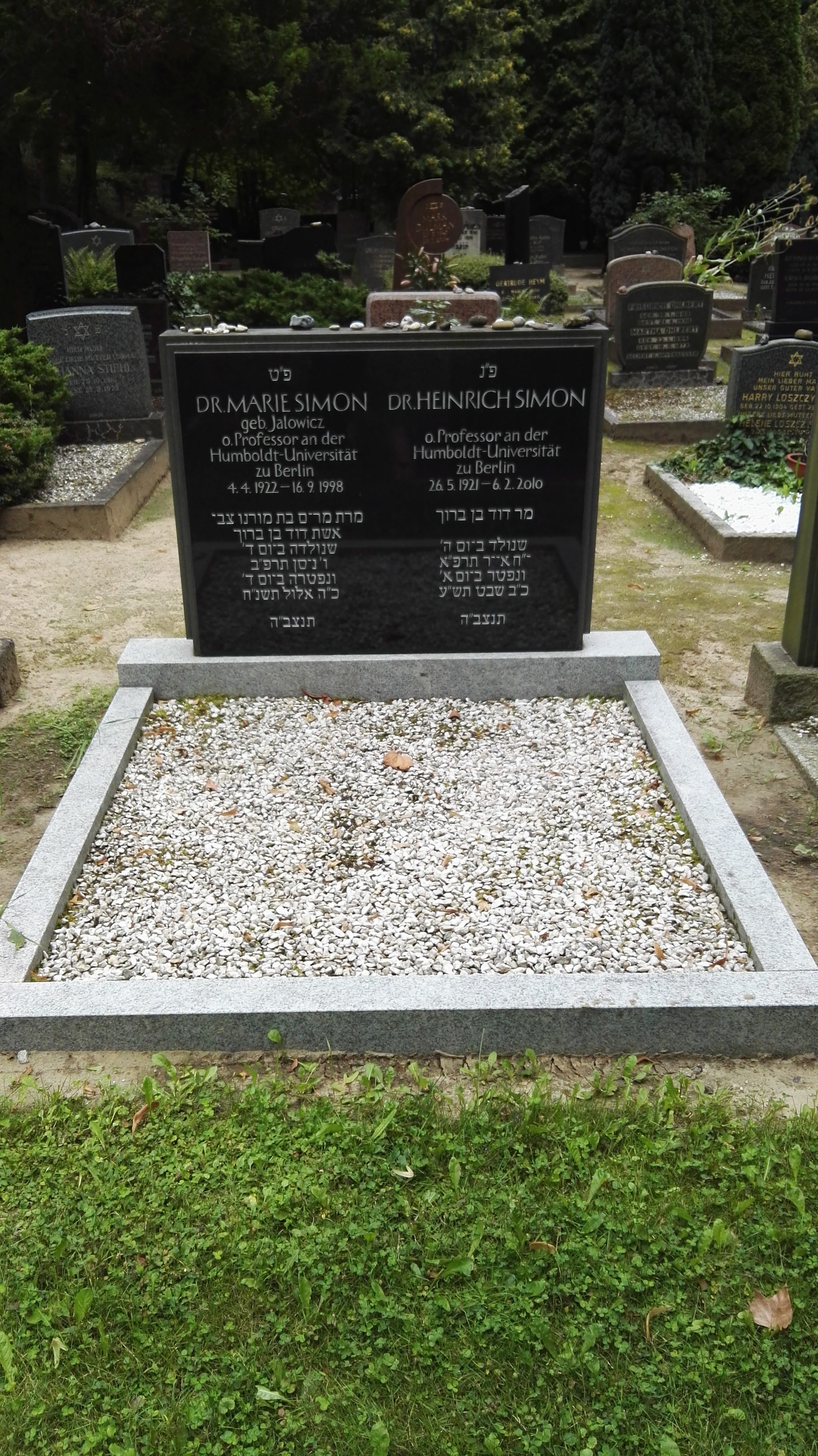
Grabstätte

Simon ist auf dem Jüdischen Friedhof Berlin-Weißensee, neben seiner Frau, bestattet.

## Publikationen (Auswahl)
- Die Ideologiefunktion der alten Stoa. Der Begriff der Natur in der stoischen Ethik. Berlin 1951, DNB 480820317 (Dissertation).
- Ibn Khalduns Wissenschaft von der menschlichen Kultur. Berlin 1956, DNB 480087008 (Habilitationsschrift).
- mit Marie Simon: Die alte Stoa und ihr Naturbegriff. Ein Beitrag zur Philosophiegeschichte des Hellenismus. Aufbau Verlag, Berlin 1956, DNB 454717849.
- Lehrbuch der modernen hebräischen Sprache. Leipzig: Verlag Enzyklopädie, 1970; 11. Auflage 1994 ISBN 978-3-324-00100-7.
- mit Marie Simon: Geschichte der jüdischen Philosophie. Berlin 1984.
- Jüdische Feiertage. Festtage im jüdischen Kalender (= Jüdische Miniaturen. Band 7). Stiftung Neue Synagoge Berlin, Centrum Judaicum, Hentrich und Hentrich, Teetz 2003, ISBN 3-933471-56-7; russisch 2004, ISBN 3-933471-77-X (= Jüdische Miniaturen. Band 22).
- Leben im Judentum. Persönliche Feste und denkwürdige Tage. Mit einem Essay „Sinn und Ziel des menschlichen Lebens in jüdischer Sicht“ (= Jüdische Miniaturen. Band 8). Stiftung Neue Synagoge Berlin, Centrum Judaicum, Hentrich und Hentrich, Teetz 2004, ISBN 978-3-933471-66-6.